# キアヴェンナ
キアヴェンナ（伊: Chiavenna）は、イタリア共和国ロンバルディア州ソンドリオ県にある、人口約7,200人の基礎自治体（コムーネ）。

## 地理

### 位置・広がり
ソンドリオ県北西部、ヴァルキアヴェンナの中心地である。コモ湖北部のコーリコから北へ22km、サンモリッツから西南西へ38km、県都ソンドリオから西北西へ40km、州都ミラノから北へ97kmの距離にある。

#### 隣接コムーネ
隣接するコムーネは以下の通り。
- メーゼ
- ピウーロ
- プラータ・カンポルタッチョ
- サン・ジャーコモ・フィリッポ

### 地勢・地形
- 河川：メーラ川（イタリア語版）、リーロ川 (it:Liro (Sondrio))

### 地震分類
イタリアの地震リスク階級 (it) では、3 に分類される
。

## 行政

### 山岳部共同体
広域行政組織である山岳部共同体「ヴァルキアヴェンナ山岳部共同体」 (it:Comunità montana della Valchiavenna) の事務所所在地である。

### 分離集落
キアヴェンナには、以下の分離集落（フラツィオーネ）がある。
- Bette, Campedello, Deserto, Loreto, Pianazzola, San Carlo, San Giovanni, Tanno, Uschione

## 文化・観光
「スローシティ」加盟都市である。